# Walter Avalos
Walter David Avalos Amarilla (Asunción, Paraguay, 8 de febrero de 1976) y es un exjugador de fútbol profesional paraguayo, se desempeñaba como mediocampista y militó en diversos clubes de Paraguay, Chile, Colombia, Perú y Venezuela. Incluso fue seleccionado nacional paraguayo, con el cual disputó las Eliminatorias Sudamericanas, para el Mundial de Alemania 2006.

## Clubes
| Club                  | País      | Año       |
| --------------------- | --------- | --------- |
| Nacional              | Paraguay  | 1995-1996 |
| Deportes Tolima       | Colombia  | 1997      |
| Olimpia               | Paraguay  | 1998-2001 |
| 12 de Octubre         | Paraguay  | 2001-2004 |
| Universidad de Chile  | Chile     | 2004      |
| Alianza Lima          | Perú      | 2005      |
| Estudiantes de Mérida | Venezuela | 2005      |
| Carabobo FC           | Venezuela | 2006      |
| Portuguesa FC         | Venezuela | 2007      |
| Unión Lara            | Venezuela | 2008      |
| Sportivo Luqueño      | Paraguay  | 2008-2009 |
| Tacuary               | Paraguay  | 2010      |
| Sportivo Trinidense   | Paraguay  | 2010      |
| Deportivo Capiatá     | Paraguay  | 2011-2012 |